# Epidemisjukhus

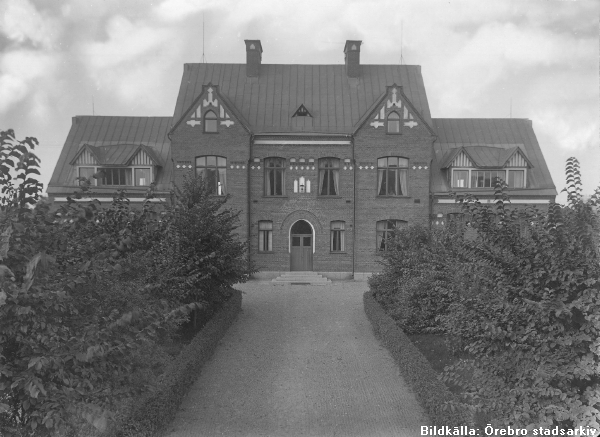
Epidemisjukhuset, Örebro år 1921. Byggnaderna ligger vid Skolgatan, men används idag för annan verksamhet.

Epidemisjukhusen är föregångare till dagens infektionskliniker. Enligt hälsovårdsstadgan av 1874 och epidemistadgan av 1875 meddelade Sundhetskollegium att sjukhus för isolering av smittsjuka skulle finnas i alla städer och under vissa omständigheter även i landskommunerna. Redan efter sekelskiftet år 1900 fanns sådana sjukhus upprättade i många städer. Även fanns flera hundra mindre epidemistugor. En ny lag av år 1919 överförde ansvaret på landstingen. Under 1960-talet omvandlades epidemisjukhusen till infektionskliniker som ingår i dagens länssjukvård.